# Philippines aux Jeux olympiques d'été de 2000
Les Philippines participent aux Jeux olympiques d'été de 2000 à Sydney. Sa délégation est composée de 20 athlètes répartis dans 9 sports et son porte-drapeau est Donald Geisler. Au terme des Olympiades, la nation n'est pas à proprement classée puisqu'elle ne remporte aucune médaille. 

## Nombre d'athlètes qualifiés par sport
Voici la liste des qualifiés et sélectionnés Philippins par sport (remplaçants compris) :
| Sport      | Hommes | Femmes | Total |
| ---------- | ------ | ------ | ----- |
| Athlétisme | 1      | 1      | 2     |
| Aviron     | 1      | 0      | 1     |
| Boxe       | 4      | 0      | 4     |
| Équitation | 0      | 1      | 1     |

## Liste des médaillés philippins
Aucun athlète philippin ne remporte de médaille durant ces JO.

## Athlétisme

### Hommes
| Athlète            | Épreuve        | Séries        | Séries | Quarts de finale | Quarts de finale | Demi-finales | Demi-finales | Finale  | Finale  |
| Athlète            | Épreuve        | Temps         | Rang   | Temps            | Rang             | Temps        | Rang         | Temps   | Rang    |
| ------------------ | -------------- | ------------- | ------ | ---------------- | ---------------- | ------------ | ------------ | ------- | ------- |
| Eduardo Buenavista | 3000 m steeple | 9 min 13 s 71 | 14e    | Eliminé          | Eliminé          | Eliminé      | Eliminé      | Eliminé | Eliminé |

### Femmes
| Athlète         | Épreuve | Séries  | Séries | Quarts de finale | Quarts de finale | Demi-finales | Demi-finales | Finale  | Finale  |
| Athlète         | Épreuve | Temps   | Rang   | Temps            | Rang             | Temps        | Rang         | Temps   | Rang    |
| --------------- | ------- | ------- | ------ | ---------------- | ---------------- | ------------ | ------------ | ------- | ------- |
| Lerma Bulauitan | 100 m   | 12 s 08 | 5e     | Eliminé          | Eliminé          | Eliminé      | Eliminé      | Eliminé | Eliminé |

## Aviron

### Hommes
| Athlète(s)         | Compétition | Série         | Série | Repêchage     | Repêchage | Demi-finale   | Demi-finale | Finale                 | Finale |
| Athlète(s)         | Compétition | Temps         | Rang  | Temps         | Rang      | Temps         | Rang        | Temps                  | Rang   |
| ------------------ | ----------- | ------------- | ----- | ------------- | --------- | ------------- | ----------- | ---------------------- | ------ |
| Benjamin Tolentino | Skiff       | 7 min 29 s 86 | 4e    | 7 min 29 s 03 | 4e        | 7 min 29 s 86 | 4e          | Finale D 7 min 22 s 31 | 1er    |

## Boxe

### Hommes
| Athlète         | Catégorie        | 16e de finale           | 8e de finale          | Quart de finale     | Demi-finale         | Finale              |
| Athlète         | Catégorie        | Adversaire Résultat     | Adversaire Résultat   | Adversaire Résultat | Adversaire Résultat | Adversaire Résultat |
| --------------- | ---------------- | ----------------------- | --------------------- | ------------------- | ------------------- | ------------------- |
| Danilo Lerio    | Poids mi-mouches | Non disputé             | Défaite Espagne 15-17 | Eliminé             | Eliminé             | Eliminé             |
| Arlan Lerio     | Poids mouches    | Victoire Ouganda        | Défaite Pologne 18-18 | Eliminé             | Eliminé             | Eliminé             |
| Larry Semillano | Poids légers     | Défaite Ukraine 1-16    | Eliminé               | Eliminé             | Eliminé             | Eliminé             |
| Romeo Brin      | Poids welters    | Défaite Biélorussie 5-8 | Eliminé               | Eliminé             | Eliminé             | Eliminé             |

## Equitation
| Athlète      | Compétition      | Éliminatoires | Éliminatoires | Finale  | Finale  |
| Athlète      | Compétition      | Points        | Rang          | Points  | Rang    |
| ------------ | ---------------- | ------------- | ------------- | ------- | ------- |
| Toni Leviste | Saut d'obstacles | 55.50         | 61e           | Eliminé | Eliminé |